# Вакыфбанк (волейбольный клуб)
«Вакыфба́нк» — турецкая женская волейбольная команда из Стамбула. Образована в 2000 году при слиянии двух команд — «Вакыфбанк» (Анкара) и «Гюнеш Сигорта» (Стамбул). До 2009 — «Вакыфбанк Гюнеш», в 2009—2011 — «Вакыфбанк Гюнеш ТюркТелеком», в 2011—2012 — «Вакыфбанк ТюркТелеком».

## Достижения

### «Вакыфбанк» (Анкара)
- трёхкратный чемпион Турции — 1992, 1997, 1998.
  - серебряный призёр чемпионата Турции 1995.
  - 4-кратный бронзовый призёр чемпионатов Турции — 1991, 1993, 1999, 2000.
- трёхкратный победитель Кубка Турции — 1995, 1997, 1998.
- двукратный серебряный призёр Кубка европейских чемпионов — 1998, 1999.
- двукратный бронзовый призёр Кубка Европейской конфедерации волейбола (ЕКВ) — 1991, 1992.

### «Гюнеш Сигорта» (Стамбул)
- чемпион Турции 1993.
  - двукратный серебряный призёр чемпионата Турции — 1999, 2000.
  - бронзовый призёр чемпионата Турции 1997.
- финалист Кубка Турции 2000.
- бронзовый призёр Кубка Европейской конфедерации волейбола (ЕКВ) 2000.

### «Вакыфбанк Гюнеш»/«Вакыфбанк Гюнеш ТюркТелеком»/«Вакыфбанк»
- 10-кратный чемпион Турции — 2004, 2005, 2013, 2014, 2016, 2018, 2019, 2021, 2022, 2025;
  - 8-кратный серебряный призёр чемпионатов Турции — 2001, 2002, 2003, 2006, 2010, 2011, 2012, 2015;
  - 4-кратный бронзовый призёр чемпионатов Турции — 2007, 2017, 2023, 2024.
- 6-кратный победитель розыгрышей Кубка Турции — 2013, 2014, 2018, 2021, 2022, 2023;
  - 5-кратный финалист Кубка Турции — 2001, 2010, 2015, 2017, 2019.
- 5-кратный обладатель Суперкубка Турции — 2013, 2014, 2017, 2021, 2023.

- 6-кратный победитель Лиги чемпионов ЕКВ — 2011, 2013, 2017, 2018, 2022, 2023;
  - 3-кратный серебряный призёр Лиги чемпионов — 2014, 2016, 2021;
  - бронзовый призёр Лиги чемпионов ЕКВ 2015.
- победитель Кубка топ-команд ЕКВ 2004.
- победитель Кубка вызова ЕКВ 2008.
- 4-кратный победитель чемпионатов мира среди клубов — 2013, 2017, 2018, 2021;
  - 3-кратный серебряный призёр чемпионатов мира среди клубов — 2011, 2022, 2023;
  - двукратный бронзовый призёр чемпионатов мира среди клубов — 2016, 2019.

## История

### 1986—2000
В 1986 году были образованы две турецкие женские волейбольные команды — «Гюнеш Сигорта» Стамбул (учредитель — одноимённое турецкое страховое общество) и «Вакыфбанк» Анкара (учредитель — VakıfBank, один из крупнейших банков Турции, по которому команда получила название). В том же году обе команды дебютировали в чемпионате Турции.
В 1991 году «Вакыфбанк» выиграл свои первые медали в турецком первенстве, став бронзовым призёром. В том же году он стал третьим и в розыгрыше Кубка европейской конфедерации волейбола. Через год команда из Анкары впервые стала чемпионом Турции, а в 1993 году такого же успеха добился и «Гюнеш Сигорта». В 1997 и 1998 годах «Вакыфбанк» доминировал в женском турецком волейболе, дважды подряд выиграв «золото» национального первенства и Кубок страны. В 1998 и 1999 годах команда играла в финале Кубка европейских чемпионов, но оба раза уступила — в 1998 году хорватскому «Дубровнику», в основном укомплектованному российскими и бывшими советскими волейболистками, а в 1999 — итальянской «Фоппапедретти».
В 1999 и 2000 году и «Гюнеш Сигорта» и «Вакыфбанк» становились серебряными и бронзовыми призёрами чемпионата Турции, уступая первенство стамбульскому «Эджзаджибаши». В 1996—1999 годах главным тренером «Гюнеша Сигорты» работал российский наставник Владимир Кузюткин.

### 2000—2009
В июне 2000 года оба клуба объединились в единую структуру и была образована команда «Вакыфбанк Гюнеш» (или более полно «Вакыфбанк Гюнеш Сигорта»). При этом объединённая команда стала базироваться в Стамбуле. От «Гюнеша Сигорты» были унаследованы клубные цвета (красно-чёрные), эмблема (основная её часть) и игровая арена. Главным тренером стал наставник «Гюнеша Сигорты» с 1999 года украинец Владимир Бузаев.
В сезоне 2000—2001 «Вакыфбанк Гюнеш» дебютировал в первом розыгрыше Лиги чемпионов, но выбыл на четвертьфинальной стадии, уступив итальянской «Модене» в двух матчах.
Вся первая половина 2000-х годов в женском турецком волейболе была отмечена острым соперничеством двух стамбульских клубов — «Эджзаджибаши» и «Вакыфбанка Гюнеша». В 2001—2003 годах «Вакыфбанк» неизменно финишировал на втором месте в чемпионате страны, а в 2004 и 2005 годах дважды подряд становился победителем. Под руководством Бузаева двукратными чемпионками Турции стали Неслихан Демир, Гёзде Кырдар, Седа Услу, Айсун Озбек, Ипек Сороглу, Неджла Гючлю, Эбру Байрам и украинка Татьяна Иванюшкина. В 2004 году «золото» в составе «Вакыфбанка» также выиграли украинки Ольга Коломиец и Елена Швец, а в 2005 — Недиме-Элиф Агджа, Ясмин Алпуллу и Елена Самсонова с Украины. В 2004 году «Вакыфбанк Гюнеш» впервые в своей истории стал обладателем европейского клубного трофея, победив в розыгрыше Кубка топ-команд.
В 2007 году «Вакыфбанк Гюнеш» в чемпионате Турции финишировал третьим, после чего главный тренер Бузаев покинул свой пост. Новым наставником стал бразилец Клаудио Лопес Пиньейро, при котором команда впервые за 11 лет осталась без медалей турецкого национального первенства. Горечь неудачи несколько скрасила победа в Кубке вызова ЕКВ.
В 2008 году главным тренером команды был назначен итальянский специалист Джованни Гуидетти. На предварительной стадии чемпионата Турции «Вакыфбанк Гюнеш» финишировал на первом месте, но в четвертьфинале команду ждало настоящее фиаско. В серии до двух побед «Вакыфбанк» неожиданно уступил «Галатасараю», ставшему лишь 8-м в регулярном первенстве. В Лиге чемпионов «банкирш» также ждало разочарование по причине поражения в четвертьфинале от своих соотечественниц из команды «Эджзаджибаши». Несмотря на столь болезненные неудачи Гуидетти продолжил работать с командой.

### 2009—2012
В 2009 году клубную структуру ждали большие изменения. Объединились две команды — «Вакыфбанк Гюнеш» и «Тюрк Телеком» из Анкары (бронзовый призёр чемпионата Турции 2009). Местом базирования объединённой команды «Вакыфбанк Гюнеш ТюркТелеком» стал Стамбул. Также, как и десятью годами ранее, остались неизменными клубные цвета и основная часть эмблемы.
В трёх последующих национальных чемпионатах (2010—2012) команда завоёвывала серебряные медали, а вот в Лиге чемпионов к ней пришёл долгожданный успех. В сезоне 2010—2011 «Вакыфбанк Гюнеш ТюркТелеком» одержал победы во всех 12 сыгранных матчах главного клубного турнира Европы и стал победителем, причём в финале, прошедшем в Стамбуле на домашней арене клуба, была уверенно обыграна азербайджанская «Рабита» со счётом 3:0 (25:13, 25:20, 25:18). В розыгрыше Лиги чемпионов под руководством Джованни Гуидетти за команду выступали связующие Озге Кырдар-Чемберджи, Нилай Оздемир, центральные блокирующие Мая Поляк (Хорватия), Бахар Токсой, Мелис Гюркайнак, нападающие Гёзде Кырдар-Сонсырма, Малгожата Глинка (Польша), Елена Николич (Сербия), Гюльдениз Онал, Серай Алтай, Баханур Шахин, либеро Гизем Гюрешен.
В октябре 2011 года «Вакыфбанк Гюнеш ТюркТелеком» впервые принял участие в чемпионате мира среди клубов. Уверенно пройдя турнирную дистанцию до финала, в финале турчанки неожиданно были разгромлены «Рабитой» 0:3 (15:25, 18:25, 9:25), позволив тем самым волейболисткам из Азербайджана взять реванш за поражение полугодичной давности в финале Лиги чемпионов.
В том же 2011 году из состава учредителей клуба вышла компания «Гюнеш Сигорта» и название команды сократилось до «Вакыфбанк ТюркТелеком».
В сезоне 2011—2012 команда дошла до финала чемпионата Турции, где в упорнейшей борьбе уступила в финальной серии «Эджзаджибаши» 2:3 и 2:3. В очередном розыгрыше Лиги чемпионов «Вакыфбанк» не смог защитить свой титул, уступив в четвертьфинале в дополнительном сете французскому «Канну». В первой игре дома турчанки выиграли 3:0, в ответной уступили 2:3, ведя 2:1 по партиям. В дополнительном сете сильнее оказались французские волейболистки 18:16.

### 2012—н.в.
В 2012 году холдинг «Тюрк Телеком» покинул состав учредителей клуба, в связи с чем в названии команды вновь произошли изменения и оно приняло существующий вид.
Сезон 2012—2013 принёс «Вакыфбанку» грандиозный успех. Команда вышла победителем во всех турнирах, в которых принимала участие, не проиграв при этом ни разу. Было одержано 47 побед (12 — в Лиге чемпионов, 29 — в чемпионате Турции, 6 — в розыгрыше Кубка Турции). В октябре 2013 года к этому прибавился ещё и успех в клубном чемпионате мира, где волейболистки «Вакыфбанка» также не уступили ни разу, всухую обыграв в финале бразильский «Унилевер». За команду в сезоне выступали Гёзде Кырдар-Сонсырма, Гизем Гюрешен, Йована Бракочевич (Сербия), Малгожата Глинка (Польша), Айше-Мелис Гюркайнак, Тугче Хокаоглу, Гюльдениз Онал, Бахар Токсой, Кристиана Фюрст (Германия), Полен Услупехливан, Наз Айдемир, Саори Кимура (Япония). Главным тренером по прежнему являлся Джованни Гуидетти.
В межсезонье состав команды претерпел минимальные изменения. Пополнила состав опытная итальянка аргентинского происхождения Каролина Костагранде, вернулась после годичного перерыва в карьере сербка Елена Николич. Из игроков основы покинули «Вакыфбанк» только японка Саори Кимура и Малгожата Глинка, по семейным обстоятельствам вернувшаяся в Польшу. Во внутритурецких соревнованиях команда по прежнему уверенно доминировала, победив и в чемпионате и в Кубке Турции. А вот вторично подряд выиграть Лигу чемпионов ЕКВ «Вакыфбанку» не удалось. В финале турнира «банкирши» потерпели поражение от российской команды «Динамо-Казань» 0:3.
В сезоне 2014—2015 «Вакыфбанк» выигрывал медали всех трёх официальных турниров, в которых принимал участие, но победить удалось только в розыгрыше Кубка Турции. В чемпионате страны команда стала серебряным призёром, а в Лиге чемпионов — бронзовым.
В преддверии сезона 2015/2016 клуб покинул целый ряд прежних лидеров команды — Каролина Костагранде, Бахар Токсой-Гвидетти (жена главного тренера), Элица Василева, Гизем Карадайи, Гюльдениз Онал. Но и группа сменивших их игроков выглядела достаточно внушительно. Прежде всего из их числа следует отметить лучшего игрока чемпионата мира 2014 американку Кимберли Хилл, перебравшуюся в Турцию из Италии. До трёх волейболисток выросла голландская колония «Вакыфбанка», когда в дополение к Робин де Крёйф состав турецкой команды пополнили Анне Бёйс и Лоннеке Слютьес, что неудивительно, так как наставник «Вакыфбанка» Джованни Гуидетти с 2015 года возглавил и национальную женскую сборную Нидерландов, успев выиграть с ней серебро европейского первенства. Ещё двумя новичками клуба стали турецкие волейболистки опытнейшая Седа Токатиоглу-Асланйюрек и её молодая коллега Джансу Четин. В Лиге чемпионов «Вакыфбанк» дошёл до финала, где в трёх сетах уступил хозяину финального раунда — итальянской «Поми» (Казальмаджоре). А вот чемпионат Турции для «Вакыфбанка» закончился триумфально — 6 побед в 6 матчах финального этапа и 5-е «золото» национальных первенств в своей истории.
В межсезонье 2016 года команду покинули голландки де Крёйф и Бёйс, турчанки Акын и Токатиоглу и бразильянка Шейла. Главным приобретением стала нападающая сборной Китая, олимпийская чемпионка Чжу Тин. Также пополнили состав три турецкие волейболистки из не самых сильных команд страны. В октябре 2016 года «Вакыфбанк» принял участие в клубном чемпионате мира, проходившем в столице Филиппин Маниле. Команда прошла групповую стадию, но в полуфинале со счётом 1:3 уступила другому турецкому представителю — «Эджзаджибаши». Победа в матче за 3-е место над швейцарским «Волеро» 3:1 принесла «Вакыфбанку» бронзовые награды турнира.

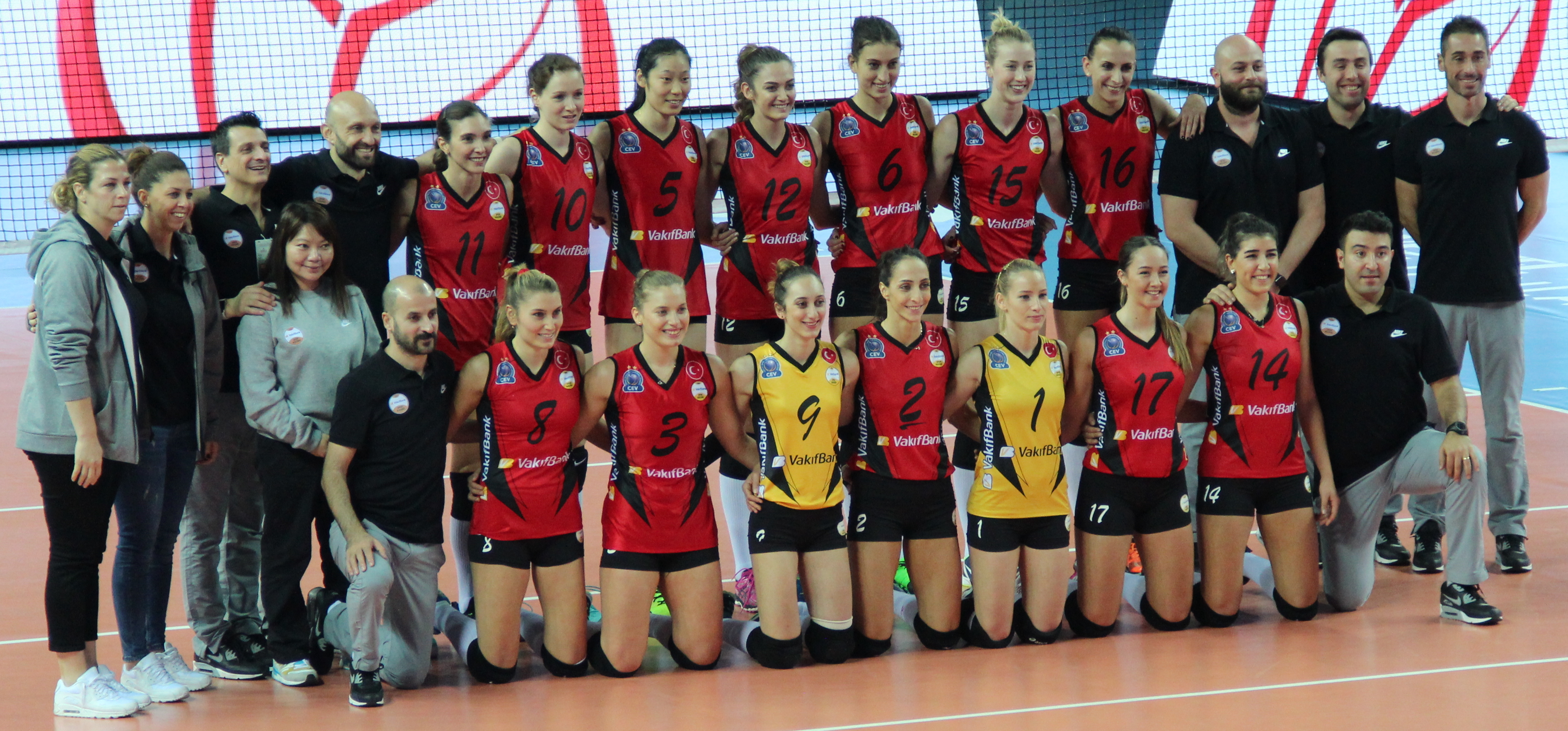
«Вакыфбанк». Сезон 2016—2017

В апреле-мае 2017 года «Вакыфбанк» последовательно выиграл два международных турнира — Лигу чемпионов ЕКВ и клубный чемпионат мира. В финале четырёх Лиге чемпионов «банкирши» вначале обыграли соотечественниц из «Эджзаджибаши» в трёх партиях, а затем в финале — хозяек решающего этапа Лиги итальянский «Имоко Воллей» с тем же счётом. Сразу 4 волейболистки «Вакыфбанка» вошли в символическую сборную турнира (связующая Н.Айдемир-Акйол, доигровщица К.Хилл, диагональная Л.Слютьес, центральная блокирующая М.Рашич), а самым ценным игроком была признана Чжу Тин. Спустя три недели в финале чемпионата мира среди клубов, проходившего в Японии, «Вакыфбанк» также в трёх сетах не оставил шансов бразильской «Рексоне-Сеск». Лучшим игроком чемпионата стала всё та же Чжу Тин. Она же и её коллега по клубу — центральная блокирующая К.Акман — были включены в символическую сборную соревнований.
Столь триумфальное выступление «Вакыфбанка» на международной арене было омрачено поражением команды в полуфинале чемпионата Турции от «Галатасарая». В первом матче полуфинальной серии «банкирши» неожиданно уступили 0:3, а в ответной хоть и взяли реванш 3:2, но по сумме очков лишились возможности защитить титул чемпионок Турции. В финале Кубка «Вакыфбанк» также проиграл со счётом 0:3 другой команде из Стамбула — «Фенербахче».

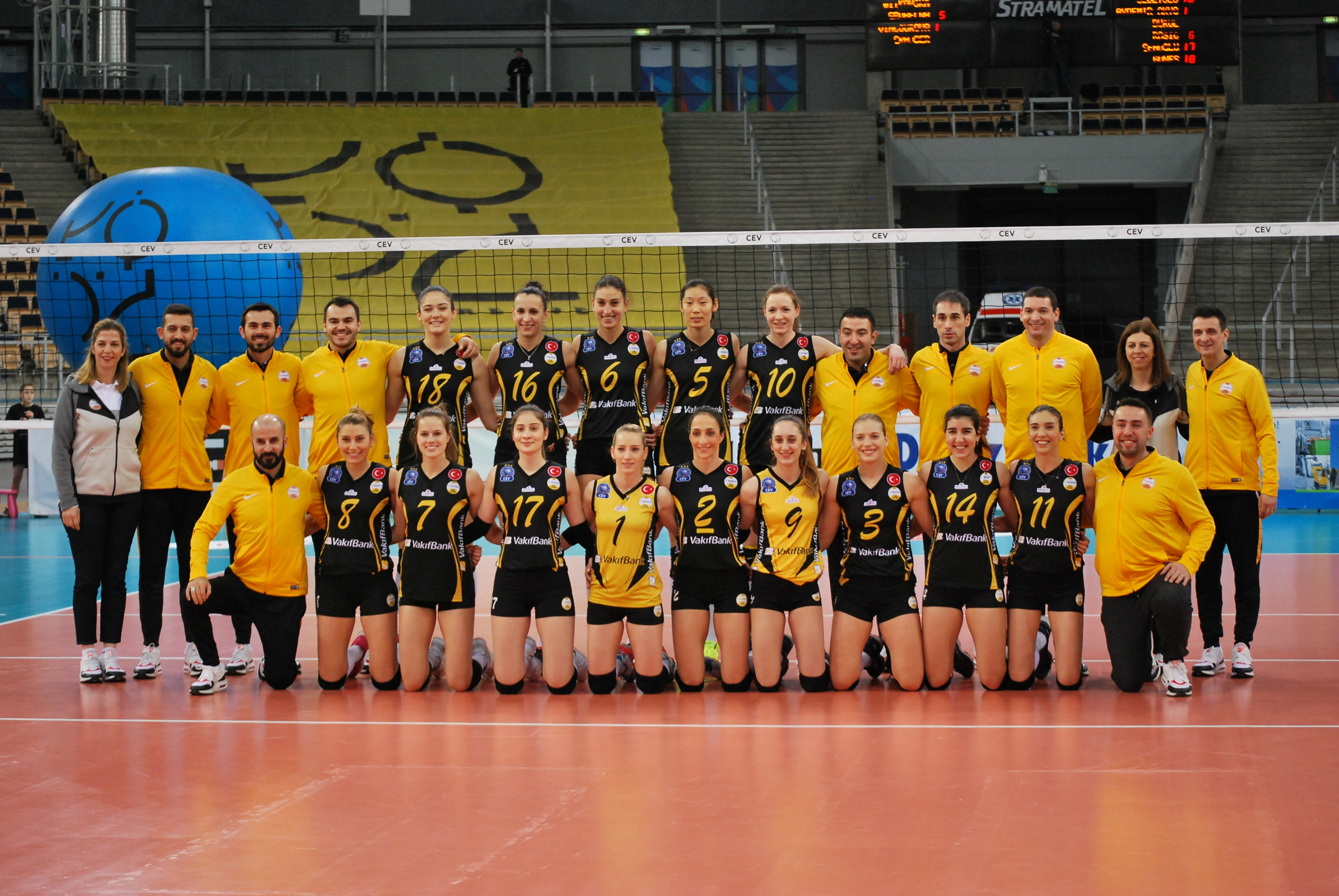
«Вакыфбанк». Сезон 2017—2018

В межсезонье 2017 года состав «Вакыфбанка» изменился минимально. Покинули команду лишь американка Кимберли Хилл и две турецкие волейболистки — Четин и Юртдагюлен. Добавилась другая спортсменка из США — Келси Робинсон, а также две молодые турчанки. Максимально сыгранная мощная команда в сезоне 2017/2018 добилась первенства во всех трёх турнирах, в которых принимала участие. В финальной серии чемпионата Турции «Вакыфбанк» вернул себе титул сильнейшей национальной команды, обыграв «Эджзаджибаши» 3-2 (3:0, 1:3, 2:3, 3:0, 3:0). В декабре 2017 года в финале Кубка встретились эти же два коллектива и «сухую» победу одержали «банкирши». И, наконец, в розыгрыше Лиги чемпионов «Вакыфбанк» первенствовал второй год подряд, переиграв в полуфинале итальянскую «Имоко Воллей» 3:2, а затем в решающем матче — хозяина «финала четырёх» — румынский «Альба-Блаж» 3:0. Лучшим игроков финальной стадии Лиги была признана капитан команды Гёзде Кырдар, а в символическую сборную турнира вошли три волейболистки «Вакыфбанка» — центральная блокирующая Милена Рашич, нападающая-доигровщица Чжу Тин и либеро Хатиче-Гизем Орге.
Сезон 2018/19 «Вакыфбанк» провёл почти тем же составом, что и в предыдущем году (кроме завершивших игровую карьеру Кырдар и Айдемир). Чемпионат Турции для «банкирш» сложился удачно — победой в финальной серии над «Эджзаджибаши» с общим счётом 3-2. А вот завоевать третий титул подряд в Лиге чемпионов ЕКВ волейболисткам «Вакыфбанка» не удалось. В полуфинале главного еврокубкового турнира Европы они в «золотом» сете уступили итальянской команде «Игор Горгондзола».  
В сезонах 2020/21—2022/23 «Вакыфбанк» продолжил доминирование в национальных и международных турнирах, дважды за это время выиграв чемпионат, трижды — Кубок Турции, дважды первенствовав в Лиге чемпионов ЕКВ и один раз — в клубном чемпионате мира.
В 2025 году «Вакыфбанк» после трёхлетнего перерыва вернул себе национальный чемпионский титул, победив в финале чемпионата Турции «Фенербахче» 3-0 (3:1, 3:1, 3:1). А вот финальный турнир Лиги чемпионов принёс «банкиршам» разочарование. Финал четырёх главного клубного турнира Европы проходил на домашней арене «Вакыфбанка», с чем были связаны надежды стамбульской команды на победу в турнире, но в полуфинале она уступила итальянской «Савино Дель Бене» 0:3, а в матче за «бронзу» — другой команде из Италии — «Веро Воллей Милано» 1:3.   

## Волейбольный клуб «Вакыфбанк»
- Президент клуба — Абди-Сердар Юстюнсалих.
- Вице-президенты — Хасван Эчесой, Мустафа Сайдам.

## Арена

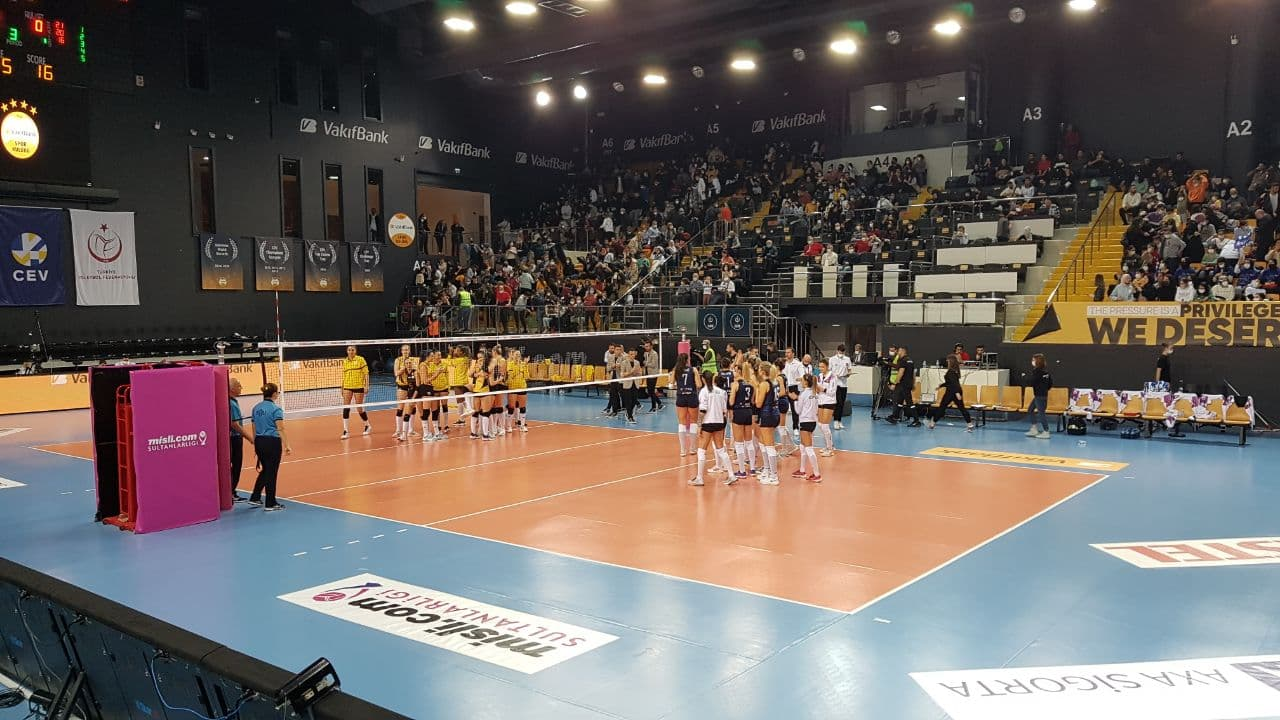
Дворец спорта «Вакыфбанк»

С 2017 года домашние матчи команда проводит во дворце спорта «Вакыфбанк» (тур. VakıfBank Spor Sarayı). Расположен в стамбульском районе Ускюдар (азиатская часть города). Открыт в 2016 году. Вместимость трибун игрового зала — 2000 зрителей. 

## Сезон 2024—2025

### Переходы
Пришли: К.ван Рик, С.Чалышкан (обе — «Тюрк Хава Йоллары»), К.Бозетти, М.Маркова (обе — «Игор Горгондзола», Италия), К.Кипп («Иль Бизонте Фиренце», Италия), Юань Синьюэ («Тяньцзинь Бохай Бэнк», Китай), Д.Уянлык («Нилюфер»),
Ушли: Г.Гимарайнс, Ч.Огбогу, Дж. Томпсон, Б.Буша, А.Кэруцашу, С.ван Ален, К.Аксой, И. Н. Башджан, З. С. Демирель.

### Состав
| №  | Имя, фамилия         | Год рождения | Рост | Амплуа      | Гражданство |
| -- | -------------------- | ------------ | ---- | ----------- | ----------- |
| 1  | Александра Франтти   | 1996         | 185  | нападающая  | США         |
| 3  | Джансу Озбай         | 1996         | 182  | связующая   | Турция      |
| 4  | Илайда Наз Гергеф    | 2006         | 174  | либеро      | Турция      |
| 5  | Айча Айкач-Алтынташ  | 1996         | 176  | либеро      | Турция      |
| 7  | Кьера ван Рик        | 1999         | 188  | нападающая  | Канада      |
| 9  | Катерина Бозетти     | 1994         | 180  | нападающая  | Италия      |
| 10 | Кендол Кипп          | 2000         | 198  | нападающая  | США         |
| 11 | Сыла Чалышкан        | 1996         | 183  | связующая   | Турция      |
| 12 | Юань Синьюэ          | 1996         | 203  | центральная | Китай       |
| 15 | Дениз Уянык          | 2001         | 195  | центральная | Турция      |
| 16 | Айлин Сарыоглу-Аджар | 1995         | 169  | либеро      | Турция      |
| 17 | Дерья Джебеджиоглу   | 2000         | 187  | нападающая  | Турция      |
| 18 | Зехра Гюнеш          | 1999         | 197  | центральная | Турция      |
| 21 | Бахар Акбай          | 1998         | 196  | центральная | Турция      |
| 22 | Селин Йенер          | 2009         | 177  | связующая   | Турция      |
| 23 | Марина Маркова       | 2001         | 199  | нападающая  | Россия      |

- Главный тренер —  Джованни Гуидетти.
- Тренеры — Энес Бозтюрк, Саим Паккан, Илькер Алтан, Фикрет Джейлан,  Саня Томашевич.